# Der blaue Kammerherr
Der Blaue Kammerherr ist ein historischer Roman von Wolf von Niebelschütz, erschienen 1949.
Niebelschütz verbindet die Mythologie der Antike mit der Galanterie des christlichen Rokokos und spannt mit einem bunten Figurenreigen aus Sagenwelt, Religion, Literatur- und Menschheitsgeschichte spielerisch den Bogen durch die Jahrhunderte bis in die Gegenwart. Niebelschütz’ Mittelmeersaga ist zugleich ein Lehrstück der Staatskunst und Gesellschaftskunde, eine Schelmengroteske von hintergründigem Humor und stilistischer Opulenz sowie ein psychologisch eindringliches Zeitgemälde, das von menschlicher Größe, Selbstbeherrschung und Leidenschaften erzählt.

## Handlung
Der Roman spielt zu großen Teilen auf der Mittelmeerinsel Myrrha im Jahr 1732. König Alphanios ist das Opfer intriganter Minister und Finanzleute und sein Reich geht langsam, aber sicher dem Bankrott entgegen. Die Regierungsgeschäfte sind unentwirrbar verfahren, und die Großreiche Venedig und Konstantinopel beziehungsweise die ägäischen Nachbarstaaten bemühen sich eifrig, das Königtum zu annektieren. Dazu umwerben sie die Thronfolgerin, die kluge und selbständige Prinzessin Danae, den Liebling des Volkes. Die entzieht sich jedoch dem höfischen Zeremoniell und versucht allen Intrigen zu begegnen, um ihrem Land zu helfen. Schließlich weist sie sogar Göttervater Zeus zurück, der ihr als angeblicher „Kammerherr“ seine Avancen macht. Dies hat für Myrrha verheerende Folgen.

## Ausgaben
- Der Blaue Kammerherr. Galanter Roman in vier Bänden.  Frankfurt a. M. 1949 (4 Bücher in 2 Bänden). Neuausgaben 1972 und 1980.